# Colegiul Național „Samuel von Brukenthal” din Sibiu

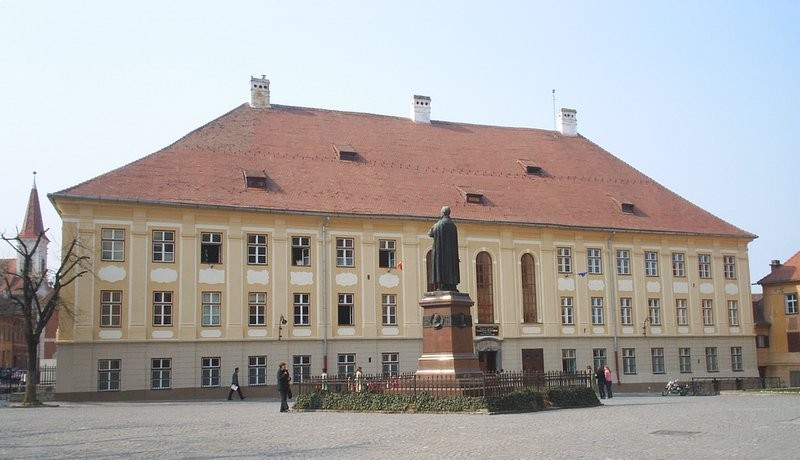
Colegiul Național Samuel von Brukenthal

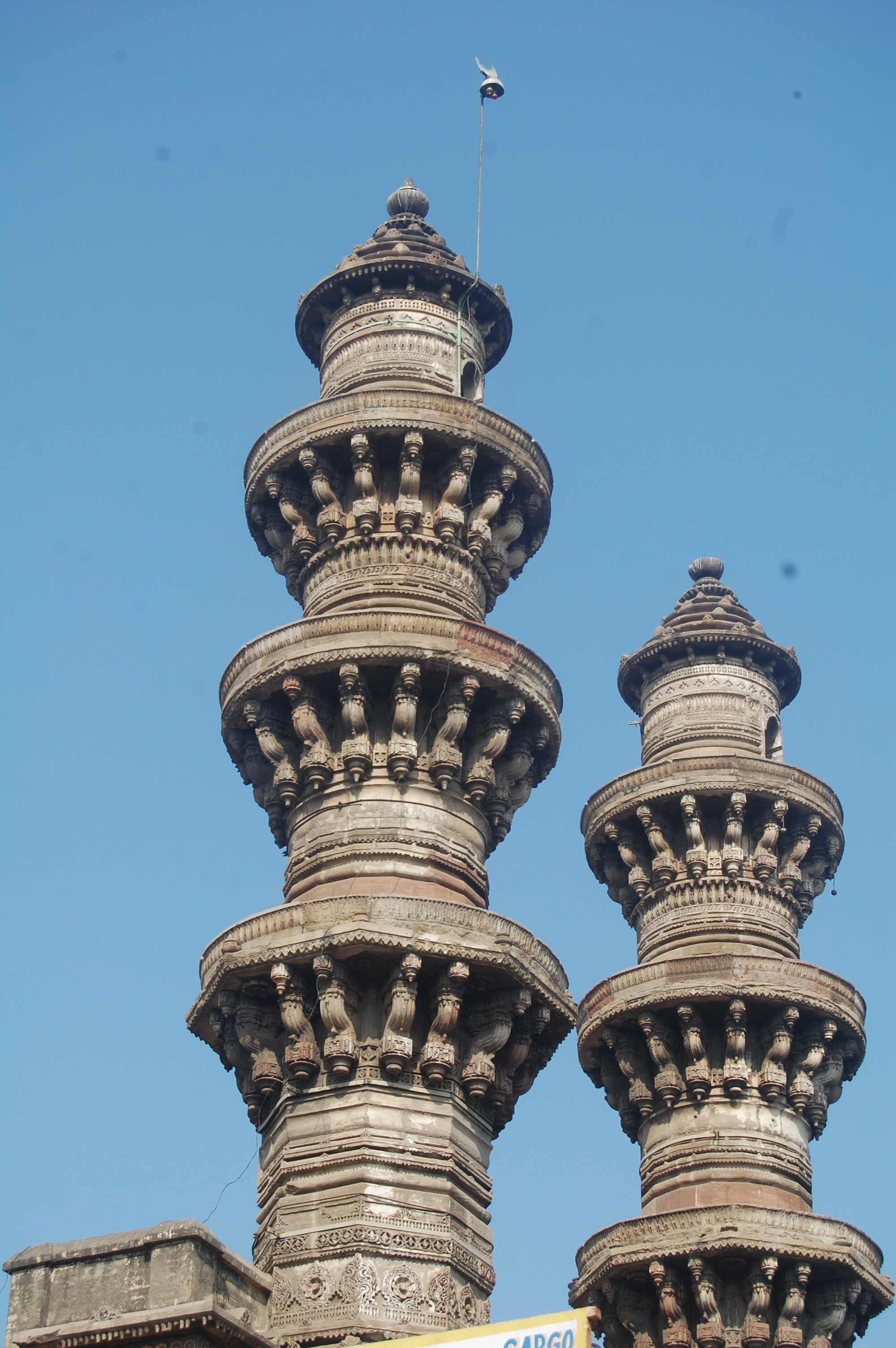
Placa ce atestă că şcoala este monument istoric.

Colegiul Național „Samuel von Brukenthal” este un liceu cu predare în limba germană din Sibiu (cunoscut în limba germană de asemenea ca Hermannstadt). Școala este atestată documentar din 1380, fiind cea mai veche școală de pe teritoriul României și este unul din cele mai importante licee din oraș, cel mai important cu predare exclusiv în limba germană. Clădirea actuală a fost construită în 1779 și se află în centrul orașului, în aceeași curte cu Biserica Evanghelică C.A. (de care a aparținut mult timp). Școala poartă numele baronului Samuel von Brukenthal, care a menționat-o în testament și i-a lăsat bunuri importante.

### Adresă
Adresa colegiului este Piața Huet, numărul 5, Sibiu, județul Sibiu, România.

## Istorie
- 1380. Prima mențiune documentară privind existența unei școli provine dintr-un "registru de cheltuieli al bisericii". În acest registru era menționată următoarea frază: "Item das man den schole hat gemacht XIX florin und 1 orth" (Se precizează o cheltuială de 19 florini și un ort pentru reparația școlii).[1] Din anul 1449 este menționată poziția exactă a clădirii, în partea sudică a bisericii parohiale orășenești, care este și poziția actuală a gimnaziului.
- 1500 - 1599. Școala este remenționată în 1545, când biserica a cumpărat o casă ce se afla în curtea bisericii, pentru a extinde clădirea. Un eveniment important se constituie în 1555, când școala este ridicată prima dată la rangul de gimnaziu. După 2 ani se cumpără cărți pentru biblioteca școlii, în valoare de 100 guldeni iar după 23 de ani, în 1578, școala este ridicată de la rangul anterior, la "Gimnasium academicum". Biblioteca școlii este mutată în Capela Sf. Ladislau, iar în 1598 se mai achiziționează încă două clădiri (tot din curtea bisericii) pentru extinderea școlii. În același an se adoptă cel mai vechi regulament al școlii: Statuta scholae Cibiniensis".

Placa memorială cu numele celor decedaţi în urma avalanşei din 1977

- 1600 - 1699. În această perioadă se fac mai multe donații școlii: 1616, o brutărie de către primar; 1653, o brutărie de către bijutierul P. Schnell iar în 1666, o grădină profesorilor, de către Anna Schinn.
- 1700 - 1799. În 1722 sinodul Bisericii Evanghelice decide obligativitatea frecventării învățământului elementar, atât pentru băieți cât și pentru fete. Apar noi regulamente ale școlii, care spun că studiile gimnaziale se pot termina doar cu un examen de maturitate. Peste 20 de ani, comitele sașilor Simon von Baussner donează școlii 5000 de guldeni pentru o masă gratuită în cinstea elevilor. Astfel de donații se fac și în anii următori. Între anii 1779 - 1781 se construiește actuala clădire a școlii. Împăratul Iosif al II-lea vizitează școala în anul 1783. Pe lângă gimnaziu, sub aceași conducere, se înființează un seminar teologic-pedagogic și o școală de meserii, care devine ulterior reală.
- 1800 - 1899. În anul 1849 se face o reformă pe tot teritoriul monarhiei habsburgice: cursurile gimnaziale sunt extinse la opt ani iar la absolvire se susține un examen de maturitate. Seminarul teoogic-pedagogic primește o conducere proprie și școala reală se mută într-o nouă clădire.
- 1900 - 1999. În 1921, la 200 de ani de la nașterea Baronului Samuel von Brukenthal, școlii i se dă numele de "Brukenthalschule" (Liceul Evanghelic C.A. de băieți "Brukenthal"). După un an se formează corul școlii de către Franz Xaver Dressler și fanfara "Blasia". Se decide ca școala reală să fuzioneze cu liceul. În 1937, se construiește sala de gimnastică a liceului, care ulterior este transformată în aulă. Școala trece sub conducerea Grupului Etnic German, dar după doi ani se reînapoiază bisericii. Între anii 1944-1946, Armata Roșie folosește clădirea școlii drept spital (aceasta distruge părți din arhitectura școlii). După ce Armata Roșie pleacă, mai mulți elevi și profesori sunt deportați la muncă în URSS. În 1948, în contextul reformei școlare comuniste, școlii i-au fost expropriate bunurile. În același an Gimnaziul Brukenthal a fost desființat de către guvernul de la București. În sediul gimnaziului își desfășoară activitatea alte școli, până în 1954, când liceul este reînființat, sub numele de Școala medie de băieți nr. 4, dar cu alt sediu. Un eveniment tragic a avut loc în 1977, când în timpul unei tabere la Bâlea Lac, elevii au fost surprinși de o avalanșă pe pârtia de schi. În timpul accidentului au murit 3 profesori și 13 elevi. Liceul revine în sediul actual, doar după un an. Tot atunci, liceul admite și fete și se înființează clase în limba română. În 1980 s-au serbat 600 de an de la atestarea documentară și sala de sport a fost transformată în aulă. După revoluția din 1989 majoritatea populației germane pleacă definitiv în Germania. Astfel "Liceul Brukenthal" devine o școală cu predare în limba germană, majoritatea elevilor fiind români.
- din 2000 până în prezent. În 2001, ministerul ridică Liceul "Brukenthal" la rangul de colegiu național, astfel numele nou al școlii fiind "Colegiul Național Samuel von Brukenthal". Pentru a nu se mai folosi aula drept sală de sport, se construiește, împreună cu Liceul de Arte o sală de sport. Se renunță la încălzirea cu sobe de teracotă și se instalează o centrală termică interioară. Tot atunci, podul este transformat într-o mansardă, unde se găsesc laboratoarele de informatică. Actualmente, liceul avea, până în anul școlar 2010-2011 inclusiv, 4 profiluri: matematică-informatica intensiv, matamatică-informatică, științe ale naturii și filologie, urmând ca profilul neintensiv de matematică-informatică să fie exclus și să se creeze o a doua clasă de științe, o dată cu începerea anului școlar 2011-2012, datorită cererii foarte ridicate de înscriere la acest profil.

## Regulamentele școlii
Școala avea un regulament de ordine exterioară în 1758, din care au supraviețuit părți, până în 1850 și după. Cel mai vechi regulament de ordine interioară datează din 1598 și este totodată și cel mai vechi din Sibiu. Acesta se numea „Statua scholae Cibiniensis”.

În 1598, s-a înființat o organizație a elevilor „Coetus”. Regulamentul acesteia a fost schimbat, abia în 1925. Organizația a fost redenumită în 1940, deoarece avea un nou regulament (de orientare fascistă). Noul nume era „Deutsche Jugend” (Tineretul minoritar german).

## Arhitectură

Vedere de la etajul 1 înspre balconul de la etajul 2.

Pavajul de la parter.

Între anii 1779 - 1781, s-a construit actuala clădire a școlii. În proiectul înițial, școala avea 3 etaje, dar al 3-lea nu a mai fost construit. Actula școala este structurată pe 5 nivele. Primul nivel este subsolul. Acesta nu este cât baza școlii, ci doar în anumite părți ale școlii. Acest lucur se datorează faptului ca subsolul a fost săpat doar după mulți ani de la terminarea școlii. Al doilea nivel este parterul, la care se găsesc săli de clasă. Primul etaj cuprinde cancelaria, aula și alte săli de clasă. Etajul al doilea este alcătuit din săli de clasă, laboratorul de fizică, laboratorul de biologie/geografie și cele două balcoane ale aulei. Ultimul nivel este mansarda, aici se găsesc doar laboratorare de informatică. Parterul este pavat cu piatră cubică iar etajele superioare, mansarda, șălile de clasă și alte încăperi cu parchet.
Clădirea școlii este clasată pe lista monumentelor istorice din județul Sibiu cu cod LMI SB-II-m-A-12082.

## Inscripții latine
Școala păstrează inscripții latine, de pe vremea construirii ei.

Salutăm patronii şcolii
Inscripţia de deasupra intrării în şcoală
Salut

## Poze liceu

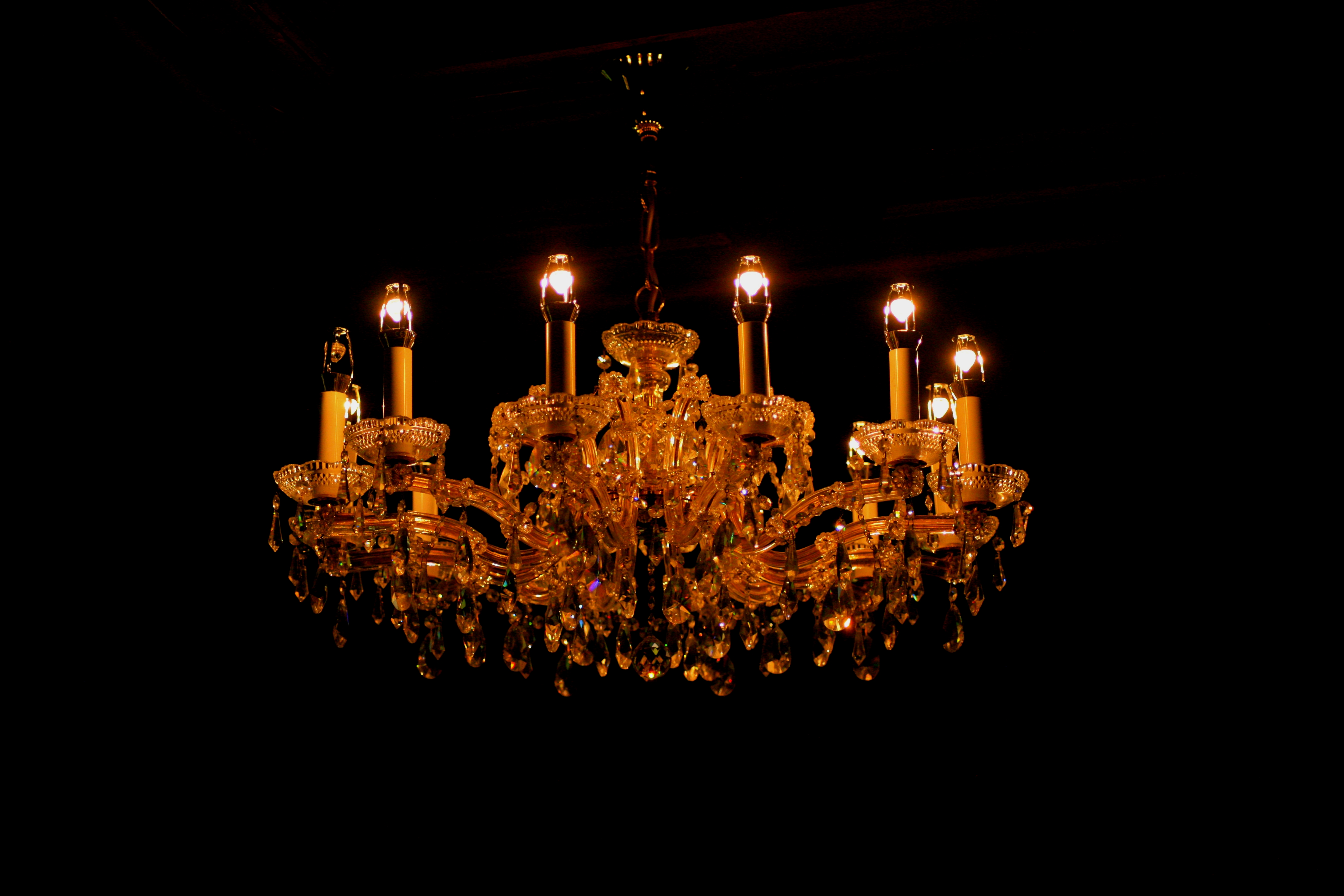
Candelabrul din Aulă
Liceul pe timp de noapte

## Profesori și elevi memorabili/notabili
| Profesori             | Elevi                           | Profesori și elevi      |
| --------------------- | ------------------------------- | ----------------------- |
| Valentin Wagner       | Nicolaus Olachus                | Daniel Georg Neugeboren |
| Georg Deidrich        | Herbert Huet                    | Johann Carl Schuller    |
| Johann Michael Ackner | Valentin Frank von Frankenstein | Michael Fuss            |
| Ludwig Reissenberger  | Sachs von Harteneck             | Karl Fuss               |
| Hans Hermann          | Michael Hissmann                | Friedrich Teutsch       |
| Franz Xaver Dressler  | Stephan Ludwig Roth             | Karl Bernhard Capesius  |
| Daniel Roth           | Friedrich Krasser               | Adolf Schullerus        |
| Martin Bottesch       | Eduard Albert Bielz             | Klaus Iohannis          |
|                       | Arthur Arz von Straussenburg    |                         |
|                       | Herbert Arz von Straussenburg   |                         |
|                       | Daniel Popovici Barcianu        |                         |
|                       | Emil Sigerus                    |                         |
|                       | Octavian Smigelschi             |                         |
|                       | Milan Hodza                     |                         |
|                       | Julius Bielz                    |                         |
|                       | Friedrich Müller-Langenthal     |                         |
|                       | Karl Kurt Klein                 |                         |

## Școli partenere

### Bulgaria
- "Gimnaziul Goethe" Arhivat în 15 aprilie 2008, la Wayback Machine. din localitatea Burgas

### Germania
- "Gimnaziul Sfântul Mihail" Arhivat în 18 octombrie 2007, la Wayback Machine. din localitatea Ahlen
- "Colegiul de meserii" Arhivat în 23 martie 2008, la Wayback Machine. din localitatea Opladen
- "Colegiul Carl Maria von Weber" Arhivat în 9 aprilie 2008, la Wayback Machine. din localitatea Eutin
- "Colegiul Lily Braun din Berlin
- "Colegiul Apian" din localtatea Ingolstadt

### Austria
- "Gimnaziul de pe strada Wenzgasse" din Viena

### Ungaria
- "Complexul Educativ German" din localitatea Baja